# توم لونش (لاعب كرة قدم أمريكية)
توم لونش (بالإنجليزية: Tom Lynch)‏ هو لاعب كرة قدم أمريكية أمريكي، ولد في 24 مايو 1955 في شيكاغو في الولايات المتحدة.

## وصلات خارجية
- توم لونش على موقع مرجع كرة القدم المحترفة.كوم (الإنجليزية)